# Angelo Stiller
Angelo Stiller (sinh ngày 4 tháng 4 năm 2001) là một cầu thủ bóng đá chuyên nghiệp người Đức hiện thi đấu ở vị trí Tiền vệ phòng ngự cho câu lạc bộ VfB Stuttgart tại Bundesliga và đội tuyển quốc gia Đức.

## Sự nghiệp câu lạc bộ

### Bayern Munich
Stiller đã có trận ra mắt cho đội dự bị của Bayern với 17 lần ra sân trong mùa giải 2019–20. Vào tháng 10 năm 2020, anh ra mắt cho câu lạc bộ Bayern Munich trong chiến thắng 3–0 trước 1. FC Düren tại DFB-Pokal 2020–21, vào sân thay cho Niklas Süle trong hiệp hai của trận đấu. Vào ngày 1 tháng 12 năm 2020, Stiller đã có trận ra mắt Champions League trong trận hòa 1–1 trên sân khách với Atlético Madrid.

### TSG Hoffenheim
Vào ngày 18 tháng 1 năm 2021, Stiller gia nhập TSG Hoffenheim để chuẩn bị cho mùa giải 2021–22. Cuối năm đó, vào ngày 15 tháng 12, anh ghi bàn thắng đầu tiên tại Bundesliga trong trận hòa 2–2 trên sân khách với Bayer Leverkusen.

### VfB Stuttgart
Vào ngày 25 tháng 8 năm 2023, Stiller chuyển đến VfB Stuttgart và ký hợp đồng có thời hạn bốn năm với câu lạc bộ. Anh ghi bàn thắng đầu tiên cho câu lạc bộ và có một pha kiến tạo trong trận hòa 3–3 với Heidenheim vào ngày 31 tháng 3 năm 2024. Cuối năm đó, vào ngày 11 tháng 12, anh ghi bàn thắng đầu tiên tại UEFA Champions League trong chiến thắng 5–1 trước Young Boys. Vào tháng 1 năm 2025, Stiller đã gia hạn hợp đồng đến năm 2028.

## Sự nghiệp quốc tế
Stiller từng là cầu thủ bóng đá quốc tế của Đức khi anh tham gia các lứa trẻ. Vào tháng 8 năm 2024, anh được triệu tập lên đội tuyển quốc gia Đức trong các trận đấu thuộc UEFA Nations League 2024–25 gặp Hungary và Hà Lan. Stiller ra mắt đội tuyển quốc gia vào ngày 7 tháng 9 năm 2024 trong trận đấu với Hungary tại Merkur Spiel-Arena, thay thế Robert Andrich ở phút thứ 82 trong chiến thắng 5–0 của Đức.

## Thống kê sự nghiệp

### Câu lạc bộ
Tính đến 24 tháng 5 năm 2025
| Câu lạc bộ          | Mùa giải            | Giải đấu             | Giải đấu | Giải đấu | DFB-Pokal | DFB-Pokal | Châu Âu | Châu Âu | Khác | Khác | Tổng cộng | Tổng cộng |
| Câu lạc bộ          | Mùa giải            | Hạng đấu             | Trận     | Bàn      | Trận      | Bàn       | Trận    | Bàn     | Trận | Bàn  | Trận      | Bàn       |
| ------------------- | ------------------- | -------------------- | -------- | -------- | --------- | --------- | ------- | ------- | ---- | ---- | --------- | --------- |
| Bayern Munich II    | 2019–20             | 3. Liga              | 17       | 0        | —         | —         | —       | —       | —    | —    | 17        | 0         |
| Bayern Munich II    | 2020–21             | 3. Liga              | 33       | 1        | —         | —         | —       | —       | —    | —    | 33        | 1         |
| Bayern Munich II    | Tổng cộng           | Tổng cộng            | 50       | 1        | —         | —         | —       | —       | —    | —    | 50        | 1         |
| Bayern Munich       | 2020–21             | Bundesliga           | 0        | 0        | 1         | 0         | 2       | 0       | —    | —    | 3         | 0         |
| TSG Hoffenheim      | 2021–22             | Bundesliga           | 26       | 2        | 3         | 1         | —       | —       | —    | —    | 29        | 3         |
| TSG Hoffenheim      | 2022–23             | Bundesliga           | 20       | 1        | 1         | 0         | —       | —       | —    | —    | 21        | 1         |
| TSG Hoffenheim      | 2023–24             | Bundesliga           | 1        | 0        | 1         | 0         | —       | —       | —    | —    | 2         | 0         |
| TSG Hoffenheim      | Tổng cộng           | Tổng cộng            | 47       | 3        | 5         | 1         | —       | —       | —    | —    | 52        | 4         |
| TSG Hoffenheim II   | 2022–23             | Regionalliga Südwest | 2        | 0        | —         | —         | —       | —       | —    | —    | 2         | 0         |
| VfB Stuttgart       | 2023–24             | Bundesliga           | 31       | 1        | 3         | 0         | —       | —       | —    | —    | 34        | 1         |
| VfB Stuttgart       | 2024–25             | Bundesliga           | 31       | 1        | 6         | 2         | 8       | 1       | 1    | 0    | 46        | 4         |
| VfB Stuttgart       | Tổng cộng           | Tổng cộng            | 62       | 2        | 9         | 2         | 8       | 1       | 1    | 0    | 80        | 5         |
| Tổng cộng sụ nghiệp | Tổng cộng sụ nghiệp | Tổng cộng sụ nghiệp  | 161      | 6        | 15        | 3         | 10      | 1       | 1    | 0    | 187       | 10        |

1. 1 2  Số lần ra sân tại UEFA Champions League
2. ↑  Ra sân tại DFL-Supercup

### Quốc tế
Tính đến 23 tháng 3 năm 2025
| Đội tuyển quốc gia | Năm       | Trận | Bàn |
| ------------------ | --------- | ---- | --- |
| Đức                | 2024      | 3    | 0   |
| Đức                | 2025      | 1    | 0   |
| Tổng cộng          | Tổng cộng | 4    | 0   |

## Danh hiệu
Bayern Munich II
- 3. Liga: 2019–20

VfB Stuttgart
- DFB-Pokal: 2024–25[19]

Cá nhân
- Đội hình xuất sắc nhất mùa giải của Bundesliga theo tờ báo The Athletic: 2023–24[20]